# Сабри, Мустафа
Шейх аль-ислам Мустафа Сабри Эфенди (1869, Токат, Турция — 1954, Каир, Египет) — известный турецкий мусульманский деятель, последователь ханафитского мазхаба.

## Биография
Родился в Токате. Учился в медресе города Кайсери. Продолжил обучение в Стамбуле. Обладал знаниями в различных областях исламских наук. В возрасте 22 лет начал преподавание в мечети Фатиха. После прихода к власти в Османской империи младотурок, Мустафа Сабри выступил против них, за что подвергся преследованиям. Уехал в Румынию, затем снова вернулся в Стамбул и продолжил преподавание в медресе «Сулеймания».
В 1919 году получил титул Шейх уль-ислама в Османской империи. В 1922 году уехал из Стамбула в Каир, где проживал до конца жизни. Преподавал в каирском университете аль-Азхар. В Каире им была написана книга «Мавкиф аль-Акли». В этой книге он подверг критике деятельность египетских реформаторов Джамал-ад-дина аль-Афгани, Мухаммада Абдо и др., обвинив их в попытке ввести в ислам чуждые ему идеалы из других культур.
Будучи убежденным традиционалистом-ханафитом, выступил против учения реформаторских и безмазхабных школ, действовавших в Египте. Последовательно отстаивал положения традиционных правовых и мировоззренческих исламских школ. Написал много книг, посвященных различным аспектам традиционного суннизма на турецком и арабском языках.